# Louis Charles Alexandre Boullenger
Louis Charles Alexandre Boullenger  est un homme politique français né le 26 février 1759 à Rouen (Normandie) et décédé le 12 janvier 1822 au même lieu.

## Biographie
Avocat au parlement de Normandie, puis président du tribunal de district de Rouen, puis administrateur du département, il est député de la Seine-Inférieure de 1791 à 1792, siégeant dans la minorité favorable à l'Ancien Régime.

## Sources
- « Louis Charles Alexandre Boullenger », dans Adolphe Robert et Gaston Cougny, Dictionnaire des parlementaires français, Edgar Bourloton, 1889-1891 [détail de l’édition]